# Prismognathus siniaevi
Prismognathus siniaevi es una especie de coleóptero de la familia Lucanidae.

## Distribución geográfica
Habita en Vietnam.